# Merkigilsfjall
Merkigilsfjall är ett berg i republiken Island. Det ligger i regionen Norðurland vestra, 190 km nordost om huvudstaden Reykjavík. Toppen på Merkigilsfjall är 938 meter över havet.
Trakten runt Merkigilsfjall är nära nog obefolkad, med mindre än två invånare per kvadratkilometer. Det finns inga samhällen i närheten. Trakten runt Merkigilsfjall består i huvudsak av gräsmarker.